# Окленд (Міссісіпі)
Окленд (англ. Oakland) — місто (англ. town) в США, в окрузі Ялобуша штату Міссісіпі. Населення — 462 особи (2020).

## Географія
Окленд розташований за координатами 34°3′21″ пн. ш. 89°54′55″ зх. д. / 34.05583° пн. ш. 89.91528° зх. д. (34.055751, -89.915141).  За даними Бюро перепису населення США в 2010 році місто мало площу 3,54 км², уся площа — суходіл.

## Демографія
Згідно з переписом 2010 року, у місті мешкало 527 осіб у 222 домогосподарствах у складі 140 родин. Густота населення становила 149 осіб/км².  Було 261 помешкання (74/км²).
Расовий склад населення:
| - 76,3 % — чорних або афроамериканців - 23,5 % — білих |

До двох чи більше рас належало 0,2 %. Частка іспаномовних становила 1,9 % від усіх жителів.
За віковим діапазоном населення розподілялося таким чином: 25,8 % — особи молодші 18 років, 61,9 % — особи у віці 18—64 років, 12,3 % — особи у віці 65 років та старші. Медіана віку мешканця становила 39,9 року. На 100 осіб жіночої статі у місті припадало 85,6 чоловіків;  на 100 жінок у віці від 18 років та старших — 81,9 чоловіків також старших 18 років.
Середній дохід на одне домашнє господарство  становив 35 304 долари США (медіана — 19 815), а середній дохід на одну сім'ю — 42 123 долари (медіана — 30 833). За межею бідності перебувало 40,7 % осіб, у тому числі 53,0 % дітей у віці до 18 років та 21,1 % осіб у віці 65 років та старших.
Цивільне працевлаштоване населення становило 228 осіб. Основні галузі зайнятості: виробництво — 48,7 %, освіта, охорона здоров'я та соціальна допомога — 15,4 %, будівництво — 12,3 %, транспорт — 11,0 %.